# 比馬基亞林葵
比馬基亞林葵（学名：Satranala decussilvae），又名林扇葵，是馬達加斯加特有的一種棕櫚科植物。它們受到棲息地被破壞的威脅，現正處於瀕危，並受到《瀕危野生動植物種國際貿易公約》附錄二的保護。